# 施設管理権
施設管理権（しせつかんりけん）とは、施設の管理者（=所有者　施設管理権原者）が所有する施設を包括的に管理する権利権限の事。

施設とは、住居邸宅等の建造物・建築物、土地・用地等の事。

施設管理権者とは、その施設の所有者や所有者から管理を委託・委任された者（法人・個人）を言う。

## 具体的な権限
- 施設設備工作物の修繕等設備の設置や管理に関する諸権限
- 施設の維持管理に関する諸権限
- 施設の治安を保持する為の諸権限

## 施設管理権の委託と委任
施設管理権限者が民事契約により施設管理権の全て又は一部を法人・個人に委託・委任する事が出来る。

具体的には施設設備工作物の維持管理をビルメンテナンス業者に委託したり、治安維持業務を警備会社に委託する等である。

この際に施設管理権の一部を業務委託先に委任する事が出来、委託業者はある程度の委任範囲で施設を管理できる。

## 施設管理権に於ける治安を保持する為諸権限について
当該施設の治安を保持する為に社会一般的に認められる権利は、憲法に規定される基本的人権に抵触しない程度で、刑法等の現行法に抵触しない範囲での人や物の行為・言動を制限するものである。
又これらを制限する場合対象とする者がいる場合にあっては具体的にその制限する内容を勧告する、不特定多数に制限する場合はその内容を文書等の方法で広報掲出する事により権限を行使できるものである。
具体的に言うと、
- 施設管理権原者が入場立ち入りを拒否した者に対して施設外へ退去を命じること（対象者が命令に従わない場合は不退去罪が成立し、警察に介入を求める事が出来る）

例：過去に施設内で不正または違法行為をした者の出入り制限
- 施設管理権原者が施設管理上著しい危険或いは迷惑と認めた行為を制限すること

例：公園等での球技の禁止、トイレでの飲食の禁止
- 施設管理権原者が施設の治安維持上必要と認めた範囲での物品の持ち込み制限

例：引火性危険物を集積貯蔵する施設への火気物品の持ち込み制限
- 施設の円滑な運営の妨げとなる諸行為の制限

例：示威行進等の制限

## 施設管理権と関係のある法律
- 建築物における衛生的環境の確保に関する法律
  - 建築物の環境衛生上の維持管理に必要がある場合、選任を受けた建築物環境衛生管理技術者が述べる意見について、占有者等は尊重する義務が生じる（第6条2項）。